# Magozd
Magozd je naselje v Občini Kobarid. Je gručasto naselje na terasastem terenu pod Morizno in podnožjem Krasjega vrha. Vas in polja ki mu pripadajo, se štejejo za »deželo«. Z nadmorsko višino 460 metrov je daleč najnižji svet na Drežniškem, z največ sonca in najtoplejšo klimo. Od tu je krasen pogled protivzhodu na Drežnico in Krn v ozadju, proti severozahodu po dolini Soče proti Trnovu. Iz imena nekateri sklepajo, da je vas nastala med gozdom, ko so tod širili pašno površino. 
Dostop v Magozd je po cesti iz Drežnice, ki se nato kot  makadamska pot nadaljuje  proti  vasi Trnovo. Kolovozna pot se iz Magozda vijuga tudi proti Kobaridu in najbrž predstavlja prvo povezavo vasi z dolino.
Pod vasjo je obnovljena cerkev sv. Ane. Zgrajena je bila nekje v času med 1450 in 1500. Prva dokumentirana poročila najdemo v vizitacijskem zapisu iz leta 1751.
Cerkev meri v tlorisu 10,5 dolžine in 6,10m širine s pravilno lego. Od vzhoda proti zahodu si sledita prezbiterij in ladja. Nad zahodno steno se dviga zvonik na preslico, ki je sestavljen iz dveh delov: širšega, zgoraj porezanega spodnjega in ožjega zgornjegas preprosto polkrožno zaključeno lino. Na vrhu je trkotniško zaključen. Cerkev je pravokotnega tlorisa in meri v višino od 4,50m do 6,70m. Rebrast strop prezbiterija skriva še stare poslikave, ki so prikazana le v manjšem obsegu. Na enem izmed tramov lesenega kora je vrezana letnica  1797. Po potresu leta 1998 restavrirani  oltar izvira iz 17. stoletja. V zvoniku je bronast zvon, visok 41 cm, širok 44 cm ter težak 120 kg, z napisom: PIETRO FRANCHO/MDCXXVIII/  Iin dvema reliefnima podobama: Križ in mater božjo z detetom.
V času okrog leta 1976 so bili mladi iz Magozda glavni pobudniki za večkratno organiziranje državnega prvenstva Jugoslavije v motokrosu. Prireditev je bila vedno množično obiskana (ob progi za vasjo se je takrat zbrala več kot štiri tisoč glava množica) in zares škoda je, da se ni nadaljevala.